# Kezdők
A Kezdők (eredeti cím: Beginners) 2010-ben bemutatott amerikai romantikus vígjáték, melyet Mike Mills írt és rendezett. A főbb szerepekben Ewan McGregor, Christopher Plummer, Mélanie Laurent és Goran Višnjić látható. 
A film világpremierje a 2010-es Torontói Nemzetközi Filmfesztiválon volt. Az Amerikai Egyesült Államokban 2011. június 3-án mutatták be, Magyarországon DVD-n jelent meg szinkronizálva. Plummer számos elismerést kapott az alakításáért, többek között jelölték az Oscar-díj a legjobb férfi mellékszereplőnek kategóriában.

## Cselekmény
A 38 éves Oliver grafikusként dolgozik és egyedül él. Apja halála után ő gondoskodik apja kutyájáról, Artúrról, aki mindenhol ott akar lenni. Egy jelmezbálon Oliver (Sigmund Freudnak öltözve) megismerkedik Annával, egy szokatlan francia színésznővel, akivel laza kapcsolatot kezd. Az első éjszakán csak jelbeszéddel és pantomimmal kommunikálnak.
A film során visszatekintéseket láthatunk Oliver apja, Hal életének utolsó éveiből. Hal 44 évig volt Oliver édesanyjának férje. A nő halála után nyíltan homoszexuális életet kezd élni, meleg barátaival és sokkal fiatalabb szeretőjével, Andyvel élvezi az életet. Ez idő alatt Hal nyíltabbá, őszintébbé válik, szoros kapcsolat alakul ki Oliver és apja között, aki megmutatja neki, hogyan élvezze az életet. Aztán Hal megtudja, hogy halálos rákja van, amit eltitkol Andy elől, és amibe nem sokkal később bele is hal.
Oliver elkezdi elemezni eddigi életét. Gyermekkorában édesanyja, Georgia úgy kompenzálta a meleg férjével való kedvetlen életét, hogy humoros és szokatlan kapcsolatot ápolt fiával. Később Olivernek több szerelmi kapcsolata is van nőkkel, de érzelmileg alig kötődik hozzájuk, így ezek a kapcsolatok néhány év vagy akár hónap után véget érnek.
Emellett nagyon foglalkoztatja apja, Hal élete is. Oliver ezeket az élményeket egy zenei kiadó grafikusaként dolgozza fel, a munkájában azonban nem túl sikeres.
Anna szenved a bevállalós apjától, aki hosszú telefonbeszélgetésekbe kényszeríti. Bár ő és Oliver nagyon jól érzik magukat együtt, úgy tűnik, hogy a kapcsolatuk véget ér, akárcsak Oliver néhány korábbi kapcsolata.
Végül azonban mégis visszatalálnak egymáshoz.

## Szereplők
| Szerep                               | Színész             | Magyar hang        |
| ------------------------------------ | ------------------- | ------------------ |
| Oliver Fields                        | Ewan McGregor       | Anger Zsolt        |
| Hal Fields, Oliver apja              | Christopher Plummer | Fülöp Zsigmond     |
| Anna Wallace, francia színésznő      | Mélanie Laurent     | Sallai Nóra        |
| Andy, Hal sokkal fiatalabb szeretője | Goran Višnjić       | Pusztaszeri Kornél |
| Georgia Fields, Oliver anyja         | Mary Page Keller    | Fullajtár Andrea   |
| Elliot, Oliver barátja és munkatársa | Kai Lennox          | Karácsonyi Zoltán  |
| Shauna, Oliver barátja és munkatársa | China Shavers       | Csondor Kata       |
| Arthur                               | Cosmo (kutya)       | N/A                |

## Fordítás
- Ez a szócikk részben vagy egészben  a   Beginners című angol Wikipédia-szócikk fordításán alapul.  Az eredeti cikk szerkesztőit annak laptörténete sorolja fel. Ez a jelzés csupán a megfogalmazás eredetét és a szerzői jogokat jelzi, nem szolgál a cikkben szereplő információk forrásmegjelöléseként.
- Ez a szócikk részben vagy egészben  a   Beginners című német Wikipédia-szócikk fordításán alapul.  Az eredeti cikk szerkesztőit annak laptörténete sorolja fel. Ez a jelzés csupán a megfogalmazás eredetét és a szerzői jogokat jelzi, nem szolgál a cikkben szereplő információk forrásmegjelöléseként.